# Chen Mengyi
Chen Mengyi (chinesisch 陳夢懿, Pinyin Chen Mengyi; * 19. Januar 2003) ist eine chinesische Tennisspielerin.

## Karriere
Chen spielt hauptsächlich Turniere auf der ITF Women’s World Tennis Tour, auf der sie bislang einen Titel im Doppel gewinnen konnte.

## Turniersiege

### Doppel
| Nr. | Datum         | Turnier  | Kategorie | Belag     | Partnerin      | Finalgegnerinnen                         | Ergebnis |
| --- | ------------- | -------- | --------- | --------- | -------------- | ---------------------------------------- | -------- |
| 1.  | 16. Juli 2022 | Monastir | ITF W15   | Hartplatz | Zdena Šafářová | Elena Milovanović Eliessa Vanlangendonck | 7:5, 6:1 |